# Hypoplectrodes nigroruber
Hypoplectrodes nigroruber är en fiskart som först beskrevs av Cuvier 1828.  Hypoplectrodes nigroruber ingår i släktet Hypoplectrodes och familjen havsabborrfiskar. Inga underarter finns listade i Catalogue of Life.